# 狭角V型エンジン

3種類のエンジン形式略図— a: 直列エンジン, b: V型エンジン, c: 狭角V型エンジン

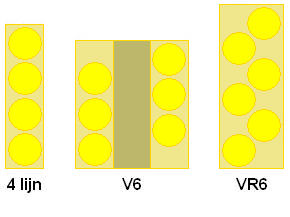
3種類のエンジン形式を真上から見たところ。
左:直列4気筒、中央:V型6気筒、 右:狭角V型6気筒(VR6)
注記:V型6気筒は左右シリンダーバンクに一つずつのシリンダーヘッドを持つが、狭角V型6気筒は直列4気筒と同じくシリンダーヘッドを一つしか持たない

狭角V型エンジン（きょうかくブイがたエンジン）とは、著しく小さな（10度から15度程度）バンク角を持つV型エンジンのことである。
代表的な狭角V型エンジンにフォルクスワーゲン・VR6型エンジン（VR6）がある。このVR6型エンジンのVRの名称についてVはV型エンジン、Rはドイツ語で直列エンジンを意味するReihenmotorの頭文字から付けられており、今日ではVR自体がそのまま狭角V型エンジンにおける狭角V型の固有名詞として使用されている（海外では一般的にフォルクスワーゲン製であるかどうかに関わらず、狭角V型エンジンのことをVR型エンジンと呼ぶ）。

## 概要
この形式のエンジンはクランクシャフトの一つのピンに二本のコンロッドが付いている、狭義の意味でのV型において、通常使われるバンク角（例えばV型2気筒なら90°）よりも小さいバンク角を持つエンジンも狭角V型エンジンと呼ばれることもあるが、現在では、直列エンジンのシリンダー・ボア中心間隔をできる限り詰めるため、交互に千鳥配置としたものを指すようになっている。
ここでは、そのような左右のバンクにおいてシリンダーヘッドが一体化されているものについて述べる。
古くはランチア、近年ではフォルクスワーゲンが自動車用エンジンとして採用している。直列エンジンより短い全長を持ち、通常のV型エンジンだとふたつになるシリンダーヘッドがひとつになる等の特徴を持つ。V型とはいうが極端に狭いバンク角のために外見は直列エンジンに近く、吸気、排気もそれぞれのバンクに分かれるのではなく直列エンジンと同じくそれぞれ1列に並んでいる。

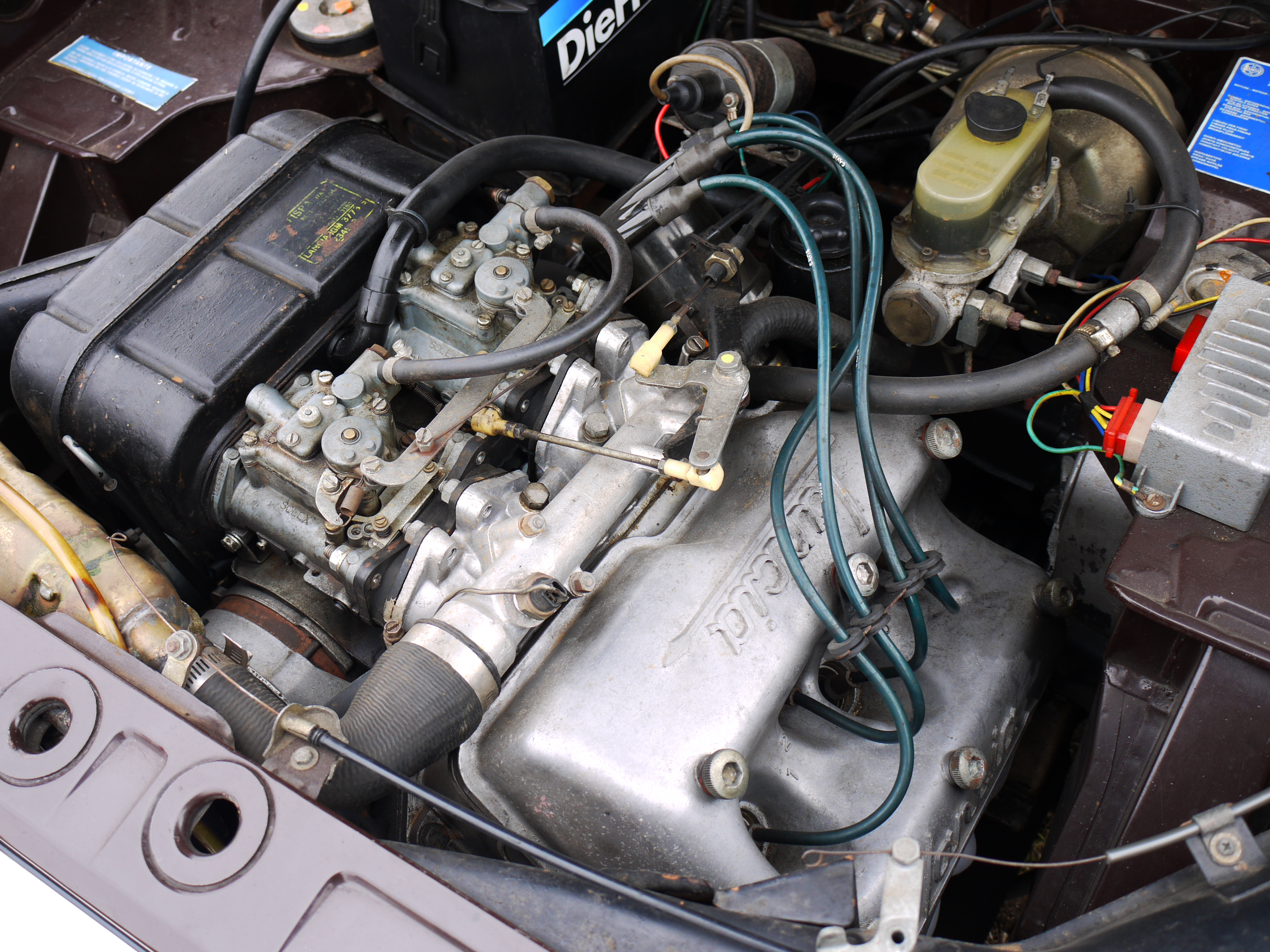
狭角V型エンジンの元祖、ランチアが最後に製造した狭角V型4気筒エンジンのランチア・フルヴィア V4

ランチアは1920年代から1960年代に掛けて生産したen:Lancia_V4_engineシリーズのV型4気筒エンジンに伝統的に狭角V型構造を採用していたが、このエンジンは「narrow-angle V-engine」や「staggered-bank V-engine」などと呼ばれていた程度で、一般的には通常のV型エンジンの亜種として分類されていた。
フォルクスワーゲンから最初に発表された狭角V型6気筒エンジンは「VR6」と呼ばれた。VR6のVはV型エンジン、Rはドイツ語での直列型エンジン(Reihenmotor)の頭文字をとったことによる。現在は単にV型エンジンと表記されることが多い。
現在、フォルクスワーゲンが採用している狭角V型エンジンではカムシャフトは2本であり、1本が両バンクの吸気バルブ、もう1本が両バンクの排気バルブを駆動し、直列DOHCエンジンのようなカムシャフト配置となっている。これはかつてのランチアの狭角V型エンジンと同じ方式である。また、狭角V型エンジンをふたつ組み合わせたW型エンジンもフォルクスワーゲンは展開している。